# Mistrzostwa Świata Juniorów w Saneczkarstwie 1995
10. Mistrzostwa Świata Juniorów w saneczkarstwie 1995 odbyły się w amerykańskim Lake Placid. W tym mieście mistrzostwa odbyły się już drugi raz (wcześniej w 1982). Rozegrane zostały cztery konkurencje: jedynki kobiet, jedynki mężczyzn, dwójki mężczyzn oraz zawody drużynowe. W tabeli medalowej najlepsi byli gospodarze imprezy, Amerykanie.

## Wyniki

### Jedynki kobiet
| Medal | Zawodniczka       | Narodowość        | Czas | Strata |
| ----- | ----------------- | ----------------- | ---- | ------ |
|       | Maryann Baribault | Stany Zjednoczone |      |        |
|       | Claudia Schramm   | Niemcy            |      |        |
|       | Heike Schüler     | Niemcy            |      |        |

### Jedynki mężczyzn
| Medal | Zawodnik          | Narodowość        | Czas | Strata |
| ----- | ----------------- | ----------------- | ---- | ------ |
|       | Markus Kleinheinz | Austria           |      |        |
|       | Larry Dolan       | Stany Zjednoczone |      |        |
|       | Tony Benshoof     | Stany Zjednoczone |      |        |

### Dwójki mężczyzn
| Medal | Zawodnicy                     | Narodowość        | Czas | Strata |
| ----- | ----------------------------- | ----------------- | ---- | ------ |
|       | Christian Niccum/Matt McClain | Stany Zjednoczone |      |        |
|       | Tony Benshoof/Larry Dolan     | Stany Zjednoczone |      |        |
|       | Karol Rusnak/Jaroslav Slavík  | Słowacja          |      |        |

### Drużynowe
| Medal | Zawodnicy | Narodowość        | Czas | Strata |
| ----- | --------- | ----------------- | ---- | ------ |
|       |           | Stany Zjednoczone |      |        |
|       |           | Niemcy            |      |        |
|       |           | Rosja             |      |        |

## Klasyfikacja medalowa
| Miejsce | Państwo           |   |   |   | Razem |
| ------- | ----------------- | - | - | - | ----- |
| 1.      | Stany Zjednoczone | 3 | 2 | 1 | 6     |
| 2.      | Austria           | 1 | 0 | 0 | 1     |
| 3.      | Niemcy            | 0 | 2 | 1 | 3     |
| =4.     | Słowacja          | 0 | 0 | 1 | 1     |
| =4.     | Rosja             | 0 | 0 | 1 | 1     |